# أحمد قصير
أحمد جعفر قصير (1963-1982) هو شابٌ لبناني من مواليد دير قانون النهر في قضاء صور، اشتهر بتنفيذه عملية فدائيَّة على مقر الحاكم العسكري الإسرائيلي عند بوابة صور في 11 نوفمبر 1982. ارتبط اسمه بيوم الشهيد في لبنان، إذ يعد أول منفذ لعملية فدائيَّة ضد قوات الاحتلال الإسرائيلي في جنوب لبنان.
أعلن وزير المقاومة والجنوب آنذاك نبيه بري، إعلان اسم أحمد جعفر كأول استشهادي للمقاومة، خلال كلمة حركة أمل في مهرجان سينما «كونكورد» احتفالًا بمرور سنة على انتصار انتفاضة «6 شباط»، حين رفع ورقة صغيرة من جيبه كتب عليها اسم (أحمد جعفر) ولقبه وصورته، وقطع الرّئيس خطابه ليعلن: «هذا ما وعدتك به يا إسرائيل، عامل أسد من أسود حركة أمل، وأخ لبلال فحص هو منفّذ عمليّة البرج الشّمالي».
في 19 أيار 1985 أقام حزب الله احتفالاً في بلدته دير قانون النهر في ذكرى شهدائها وفي الاحتفال ألقى حسن نصر الله خطاباً أعلن فيه أن منفّذ عملية تفجير مقر الحاكم العسكري في صور هو ابن بلدة دير قانون النهر أحمد جعفر قصير. يذكر أن مخطط العملية هو القائد في حركة أمل محمد سعد الذي أعلن عن هذا الأمر في وصيته.